# Periploma fracturum
Periploma fracturum is een tweekleppigensoort uit de familie van de Periplomatidae. De wetenschappelijke naam van de soort is voor het eerst geldig gepubliceerd in 1968 door Boshoff.